# Булун (Таттинский улус)
Булун (якут.  ) — село в Таттинском улусе Якутии России. Административный центр и единственный населённый пункт Алданского наслега. Население — 1153 чел. (2021), большинство — якуты .

## География
Село расположено на северо-востоке центральной части региона,  на левом берегу реки Алдан , на устье речки Таатта.
Географическое положение
Расстояние до улусного центра — пгт Ытык-Кюёль — 90 км..

## История
Согласно Закону Республики Саха (Якутия) от 30 ноября 2004 года N 173-З N 353-III село возглавило образованное муниципальное образование Алданский наслег.

## Население
| 1989  | 2002  | 2010  | 2011  | 2012  | 2013  | 2014  | 2015  | 2016  | 2017  | 2018  |
| ----- | ----- | ----- | ----- | ----- | ----- | ----- | ----- | ----- | ----- | ----- |
| 1400  | ↘1271 | ↗1293 | ↘1291 | ↘1270 | ↘1228 | ↘1206 | ↘1202 | →1202 | ↘1175 | ↗1182 |
| 2019  | 2020  | 2021  |       |       |       |       |       |       |       |       |
| ↘1166 | ↘1161 | ↘1153 |       |       |       |       |       |       |       |       |

Национальный состав
Согласно результатам переписи 2002 года, в национальной структуре населения якуты составляли  97 % от общей численности населения в 1271 чел..

## Инфраструктура
Животноводство (мясо-молочное скотоводство, мясное табунное коневодство), возделываются картофель, овощи и кормовые культуры .
Социальные объекты: филиал МКУК «Таттинская межпоселенческая библиотечная система», агрошкола, детский сад, участковая больница, детская музыкальная школа. Имеется спортивный зал, дом культуры, ветеринарная лечебница, пожарное депо, почтовое отделение связи, АТС, СХПК, нефтебаза, потребобщество, филиал ЖКХ. В Усть-Таттинской средней общеобразовательной школе им. Н.Д. Неустроева обучается 230 учащихся.
Речная пристань.
Усть-Таттинский нефтесклад, основанный в 1960 году как филиал Нижнее-Бестяхской нефтебазы.

## Транспорт
Автомобильный и речной транспорт.